# Five Score and Seven Years Ago
Five Score and Seven Years Ago es el quinto álbum de estudio de la banda estadounidense de rock cristiano Relient K, lanzado el 6 de marzo del año 2007. Fue el primer álbum de la banda que contó con la participación del bajista Jhon Warne y el guitarrista Jon Schneck. A pesar de que Brian Pittman había dejado la banda luego de su cuarto álbum, MMHMM, él fue quien grabó la mayoría de las canciones.
El álbum se estrenó en la posición nº 6 de la lista Billboard 200, al vender cerca de 64 000 copias durante su primera semana. Al 11 de julio de 2007, ya había vendido más de 152 000 560 copias solo en los Estados Unidos.

## Listado de canciones
1. «Plead the Fifth» – 1:13
2. «Come Right Out and Say It» – 3:00
3. «I Need You» – 3:18
4. «The Best Thing» – 3:28
5. «Forgiven» – 4:05
6. «Must Have Done Something Right» – 3:19
7. «Give Until There's Nothing Left» – 3:27
8. «Devastation and Reform» – 3:41
9. «I'm Taking You with Me» – 3:28
10. «Faking My Own Suicide» – 3:23
11. «Crayons Can Melt on Us for All I Care» – 0:10
12. «Bite My Tongue» – 3:30
13. «Up and Up» – 4:03
14. «Deathbed» (con Jon Foreman) – 11:05